# Una larga ausencia
Una larga ausencia (en francés: Une aussi longue absence) es una película francesa de 1961 dirigido por Henri Colpi. Cuenta la historia de Therese (Alida Valli), dueña de un café en Puteaux que añora la misteriosa desaparición de su esposo dieciséis años antes. Llega un vagabundo a la ciudad y ella cree que él es su esposo. Pero él sufre amnesia y ella trata de recuperar su memoria de tiempos anteriores. La película ganó Palme d'Or del Festival Internacional de Cine de Cannes de 1961 ex-aequo junto el film de Luis Buñuel Viridiana.

## Argumento
Dieciséis años después del final de Segunda Guerra Mundial, Thérèse Langlois es dueña de un bar en Puteaux, París. Para terminar la temporada, planea sus vacaciones anuales en Chaulieu con su amante, pero se está alejando emocionalmente de él. En el pub, un vagabundo camina diariamente cantando la aria de El barbero de Sevilla y otras canciones de ópera. Intrigada, Thérèse hace que su camarera Martine llame al vagabundo para invitarle a una copa. El vagabundo, que dice que vive junto al río, revela que sufre amnesia pero lleva una identificación que indica que se llama Robert Landais. Después de que el vagabundo se va, Teresa sigue al vagabundo hasta el río y estudia su rostro y sus movimientos; ella se convence de que es, de hecho, su marido desaparecido Albert Langlois.
Decidida a hacer que el vagabundo recuerde su identidad pasada, Teresa le presenta a la tía de Albert, Alice, y a su sobrino de Albert. Mientras el vagabundo está sentado en otra mesa, los tres Langlois cuentan en voz alta la historia de Albert; Durante la guerra, Albert fue arrestado por la policía francesa en Chaulieu en junio de 1944 y entregado a la Gestapo en Angers, y pasó un tiempo en un campamento con su amigo Aldo Ganbini. La misma Teresa (née Ganbini) era originaria de Chaulieu pero se quedó en Puteaux, cuentan. El vagabundo sale del pub sin reconocerse como Albert. Alice le revela a Thérèse que no reconoció al vagabundo y que cree que sea él, y también señala que Albert no tenía conocimiento de la ópera. Thérèse no está de acuerdo, argumentando que Albert podría haber aprendido las canciones mientras estaba encarcelado con Aldo.
Teresa termina su relación con su amante. Ella se encuentra con el vagabundo para la cena, después de lo cual bailan. El vagabundo aún no indica que recuerde nada sobre una vida pasada como Albert. Cuando el vagabundo se va, Teresa grita en voz alta el nombre de Albert Langlois. Abrumado, el vagabundo se detiene, levanta las manos en una pose de rendición y huye. Mientras corre, evita por poco un accidente de tráfico. Los amigos de Thérèse le dicen que el vagabundo está ileso pero que se fue, y tratan de persuadirla para que renuncie a traer sus recuerdos de vuelta. Teresa no está convencida por ellos, y decide que será más fácil tratar de restaurar los recuerdos del vagabundo en la próxima temporada de invierno.

## Reparto
- Alida Valli como Thérèse Langlois
- Georges Wilson como el vagabundo
- Charles Blavette como Fernand
- Amédée como Marcel Langlois
- Paul Faivre como Pensioner
- Pierre Parel como Manager
- Catherine Fonteney como Alice
- Diane Lepvrier como Martine (como Diana Lepvrier)
- Nane Germon como Simone
- Georges Bellec como le joven
- Charles Bouillaud como Favier
- Corrado Guarducci como el trabajador
- Clément Harari como Hombre en el Juke Box
- Jean Luisi como el trabajador
- Pierre Mirat como el droguero

## Acogida
En 2016, The Hollywood Reporter clasificó en la penúltima posición 68 en el ránquing de películas ganadoras de la Palma de Oro calfiicándola de olvidable.